# Bridges of Love
Bridges of Love ist eine philippinische Drama-Fernsehserie, die vom 16. März bis zum 7. August 2015 auf ABS-CBN ausgestrahlt wurde.

## Handlung
Die Serie erzählt die Geschichte zweier Brüder, Gael und Carlos, die durch ihr Versprechen sich gegenseitig zu unterstützen verbunden sind, jedoch durch eine unglücklichen Zufall getrennt werden. Carlos wird von wohlhabenden Eltern adoptiert und wächst im Wohlstand auf. Gael kehrt zu seinen armen Eltern zurück und wächst mit dem Wunsch auf, Brücken zu bauen und wird ein erfolgreicher Ingenieur. Als Erwachsene treffen die Brüder wieder aufeinander, erkennen sich gegenseitig jedoch nicht. Die Brüder sind jedoch durch die Liebe zu derselben Frau – Mia – miteinander verbunden. Sie ist Gaels große Liebe und die Frau, die Carlos gebrochenes Herz ausfüllt.

## Besetzung
| Schauspieler      | Rolle                                    |
| ----------------- | ---------------------------------------- |
| Paulo Avelino     | Carlos Antonio / Manuel "JR" Nakpil, Jr. |
| Jericho Rosales   | Gabriel "Gael" Nakpil                    |
| Maja Salvador     | Mia Sandoval-Nakpil                      |
| Edu Manzano       | Lorenzo Antonio                          |
| Carmina Villaroel | Alexa Meyers-Antonio                     |
| Lito Pimentel     | Manuel Nakpil, Sr.                       |
| William Lorenzo   | Ramon Sandoval                           |
| Maureen Mauricio  | Marilen Mendoza-Nakpil                   |
| Antoinette Taus   | Camille Panlilio                         |
| Janus del Prado   | Romulo "Muloy" Angeles                   |
| Isabel Oli-Prats  | Malaya Cabrera-Nakpil                    |
| Max Eigennmann    | Georgina Calix                           |
| Justin Cuyugan    | Henson Lee                               |
| Malou de Guzman   | Manang Vida                              |
| John Manalo       | Manuel "Tres" Nakpil, III                |
| Jopay Paguia      | Venus de Castro                          |
| Joross Gamboa     | Toto                                     |
| Manuel Chua       | Abner                                    |
| Nikka Valencia    | Tiyang Des                               |